# 大明星世界末日
是一部2013年的美國天啓末世後主題喜劇電影，由塞斯·羅根和伊凡·戈博共同編導。塞斯·羅根、詹姆斯·法蘭科、喬納·希爾、傑·巴魯契、丹尼·麥布理德和克雷格·羅賓森在片中扮演虛構世界中的自己，身處末世災難後的世界。本片於2013年6月12日在美國上映，獲得許多正面評價。

## 劇情
傑·巴魯契來到洛杉磯拜訪他同為演員的老朋友塞斯·羅根，羅根邀請巴魯契一起參加詹姆斯·法蘭科的新居落成派對。在那裡許多明星們群聚在一起飲酒、嗑藥、做愛，享受喧鬧的派對。派對上巴魯契對於面對喬納·希爾、克里斯·敏茲普雷斯、麥可·塞拉、克雷格·羅賓森和艾瑪·華森等一群不熟識的朋友感到不舒服，因此羅根便陪著巴魯契暫時離開到便利商店買菸。
在便利商店內，突然從外面的天空射入多道藍色的光柱，並將多位顧客吸走。嚇壞的羅根和巴魯契急忙逃回法蘭科家中，在路上經歷了一連串爆炸和車禍等混亂場面後，他們最後發現派對卻毫不受到外面世界的影響。巴魯契向大家描述外面的混亂狀況，但卻被當做玩笑嘲弄，此時一場地震讓所有人都從房屋中逃了出去，這時他們發現整個好萊塢山丘已經陷入一片火海。地表上突然出現一條大裂縫，塞拉、敏茲普雷斯、蕾哈娜、明蒂·卡琳、馬汀·史達、阿茲伊茲·安薩里、凯文·哈特、傑森·席格爾和大衛·克倫荷茲等大多數人都掉進裂縫中喪生。羅根、巴魯契、法蘭科、希爾和羅賓森逃過一劫存活了下來，並從新聞中得知這是加州歷史上最大的一次地震。相信自己的知名度能夠讓救援隊很快來到，同時他們開始清點屋內的補給品，包括食物、水、許多藥品以及一把手槍。他們討論出了一套配給的方式，並將門窗封住，在屋內等待救援。
隔天清晨，昨天潛入派對的丹尼·麥布理德在屋內第一個醒來，但其他人卻完全不認識他。麥布理德起床後浪費了大多數僅存的食物幫所有人烹煮了早餐，對於外面發生的一切災難毫無所知。起初他不相信一群人向他解釋外面所發生的災難，直到一個陌生人出現在門口尋求他們的幫助。這群倖存者在屋內開始嗑藥來度過時間，並用家庭攝影機自製自演了2008年電影《菠蘿快遞》的續集。隨著時間的經過，許多衝突開始讓氣氛陷入緊繃，羅根與巴魯契之間的關係也開始失和，巴魯契相信這場災難可能是启示录中所描述的天啓，但其他人對此感到懷疑。
全副武裝的艾瑪·華森突然出現，並告知大家外面有神秘的動物般吼聲。但隨後由於一場誤會讓華森帶著他們所有的飲水後離開。羅賓森被選中到屋外的地窖取水，過程中卻被怪獸般的生物嚇得逃回屋內。雖然他們最後終於取得兩桶飲用水，但麥布理德魯莽的行為浪費了大部份的水，因此一群人決定將麥布理德逐出屋內。麥布理德試圖用槍殺害所有人，但因為手槍其實是電影特效用的道具而失敗，最後他只能憤怒地離開法蘭科的家中。
羅賓森的經驗讓他相信巴魯契的天啓理論，他也認為那些藍色的光束是一種被提的方式，將良善的人帶往天堂。他自願和巴魯契一同前往附近的住宅內尋找補給品。希爾對於巴魯契的理論感到憤怒，卻在半夜暗自祈禱能讓巴魯契死亡後被男性惡魔強暴。之後希爾被惡魔附身變得非常強壯兇暴，他在屋內追殺著羅根與法蘭科，而同時羅賓森和巴魯契則在另一間屋子內被一頭魔獸化的公牛追擊。一群人最後抓住了希爾，但在驅魔的過程中卻引發一場大火，燒毀了整棟房子和希爾的身體，一群人被迫來到外面的世界。
羅賓森對於人生過去犯下的錯誤讓他無法前往天堂感到後悔，在一群人面對一隻大型有翅膀的惡魔時，他自願犧牲自己讓其他人能夠獲救。羅賓森順利的引開了惡魔的注意力，但沒想到羅賓森的善行突然讓他被提前往天堂，這件事也給了剩下來的人一線希望。之後他們被麥布理德率領的食人組織抓住，法蘭科決定自願犧牲自己拯救其他人。雖然法蘭科的計劃一度成功，天空射下藍色的光柱將他帶往天堂，但他對麥布理德的一連串叫罵嘲弄卻讓光柱消失，掉回地面的法蘭科被一群食人者吃掉。撒旦抓住了羅根和巴魯契並準備將他們吃掉，在這之間兩人重新確認了彼此的友誼，並等待死亡的降臨。此時一道藍色光柱突然射向巴魯契，但他抓住羅根的手卻讓兩人都無法被送至天堂。羅根決定放手犧牲自己來成全朋友，就在即將摔落地面之前羅根也被藍色光柱拯救了。
已經成為天使的羅賓森在天堂門口歡迎著巴魯契和羅根。他解釋天堂就是一個所有願望都能成真的地方。巴魯契許願希望新好男孩能夠重新組團，電影就在他們於一場熱鬧的天堂派對上演唱〈Everybody (Backstreet's Back)〉中結束。

## 演員
以下演員在本片中皆飾演自己，除了赫斯基外。
- 塞斯·羅根
- 傑·巴魯契
- 詹姆斯·法蘭科
- 克雷格·羅賓森
- 喬納·希爾
- 丹尼·麥布理德
- 艾瑪·華森
- 麥可·塞拉
- 蕾哈娜
- 傑森·席格爾
- 查寧·塔圖
- 大衛克倫荷茲
- 保羅·路德
- 明蒂·卡琳（英语：Mindy Kaling）
- 馬汀·史達
- 凯文·哈特
- 克里斯·敏茲普雷斯（英语：Christopher Mintz-Plasse）[4]
- 阿茲·安薩里[5]
- 伊凡·古柏格
- 布萊恩·赫斯基（英语：Brian Huskey）
- 新好男孩[6]

## 製作
羅根與戈博曾表示「我們一直想要做一部電影是大家在裡面扮演自己，然後發生了一件不得了的事；本片最初的版本是羅根和巴斯達韻在索尼片廠拍攝音樂錄影帶和一部電影，同時一群蟻人（Antmen）從地心竄出攻擊他們。」這部電影也是改編自傑森·史東（Jason Stone）和戈博在2007年製作的短片《傑與塞斯對抗啓示錄》。在一段《衛報》的專訪中，戈博談到了影響這部電影的要素，他表示「如果你深入探究我作品的核心，其實只是模仿借用了一點查理·卡夫曼的作品。塞斯和我也熱愛《賴瑞桑·德斯秀》。而真人實境秀的流行也促成了我們看到的其實是真實的構想。我們認為和我們的朋友在這種情況下合作是一件很棒的事情，因為他們都是喜劇演員，而且願意開自己的玩笑。」
在製作過程中，本片曾命名為《啓示錄》（The Apocalypse），之後片名被改為《世界末日》（The End of the World，20世紀福斯擁有《啓示錄》片名的版權）。本片在2012年7月進入後製階段。
並在2012年12月20日發表電影海報及預告時改名為《大明星世界末日》（This Is the End，直譯為「這就是結束」）。
2013年3月，電影在美國的上映日期被延後兩天至2013年6月12日。2013年4月1日，索尼發佈了一個《菠蘿快遞2》的愚人節預告片，但實際上為本片的前導預告。而根據羅根與戈博表示，本片中主角群自製的《菠蘿快遞2》短片實際上真的是他們對於該片續集的構想。

## 評價

### 影評評價
《大明星世界末日》在影評界中獲得了許多好評，爛番茄網站根據209篇影評給予本片83%的正面評價；該網站指出本片「充滿活力、自我嘲諷的演出和令人捧腹大笑的幽默彌補了《大明星世界末日》的劇情缺陷」在Metacritic網站上，本片獲得了67分的評價，代表著「普遍的正面評價」。

### 票房
截至2013年7月7日止，《大明星世界末日》在美國賺進了8567萬美元的票房，在其他國家則獲得約5,100萬美元的票房，總計票房收入約為1.34億美元。本片在北美洲上映的首周票房為2071萬美元，在當周排名第二，僅次於《超人：鋼鐵英雄》。

## 資料來源
1. ↑  . British Board of Film Classification. 2013-04-23  [2013-04-23]. （原始内容存档于2015-07-03）.
2. 1 2 3  . Box Office Mojo. IMDB.   [2013-07-05]. （原始内容存档于2015-06-01）.
3. ↑  Chitwood, Adam. . Collider. 2012-12-20  [2012-12-20]. （原始内容存档于2012-12-20）.
4. ↑  Bricken, Rob. . io9. Gawker Media. April 2, 2013  [2013-04-06]. （原始内容存档于2013-04-06）.
5. 1 2 3 4  Chitwood, Adam. . Collider]. 2012-04-06  [2013-03-28]. （原始内容存档于2013-03-29）.
6. ↑  . On Location Vacations. 2013-01-24  [2013-01-25]. （原始内容存档于2013-01-26）.
7. ↑  Rogen, Seth; Goldberg, Evan. . Reddit. 2013-06-14  [2013-06-21]. （原始内容存档于2014-06-09）.
8. ↑  Gilbey, Ryan. . The Guardian. 2013-06-06  [2013-06-11]. （原始内容存档于2013-06-09）.
9. ↑  . Spill.com. 2012-04-08  [2012-04-09]. （原始内容存档于2013-07-24）.
10. ↑  Bettinger, Brendan. . Collider. 2013-03-28  [2013-03-28]. （原始内容存档于2013-03-29）.
11. ↑  . YouTube. 2013-04-01  [2013-06-11]. （原始内容存档于2013-06-03）.
12. ↑  Rogen, Seth; Goldberg, Evan. . Reddit. 2013-06-14  [2013-06-21]. （原始内容存档于2014-06-09）.
13. ↑  爛番茄上《This Is the End》的資料（英文） Flixster. Retrieved July 6, 2013
14. ↑  Metacritic上《This Is the End》的資料（英文） CBS Interactive. Retrieved July 6, 2013
15. ↑  . Box Office Mojo. Internet Movie Database. 2013-07-04  [2013-07-05]. （原始内容存档于2013-07-07）.

## 外部連結
- 官方网站
- 互联网电影数据库（IMDb）上《大明星世界末日》的资料（英文）
- Box Office Mojo上《大明星世界末日》的資料（英文）
- 爛番茄上《大明星世界末日》的資料（英文）
- Metacritic上《大明星世界末日》的資料（英文）